# Homalothecium philippeanum
Homalothecium philippeanum là một loài Rêu trong họ Brachytheciaceae. Loài này được (Spruce) Schimp. mô tả khoa học đầu tiên năm 1851.

## Hình ảnh

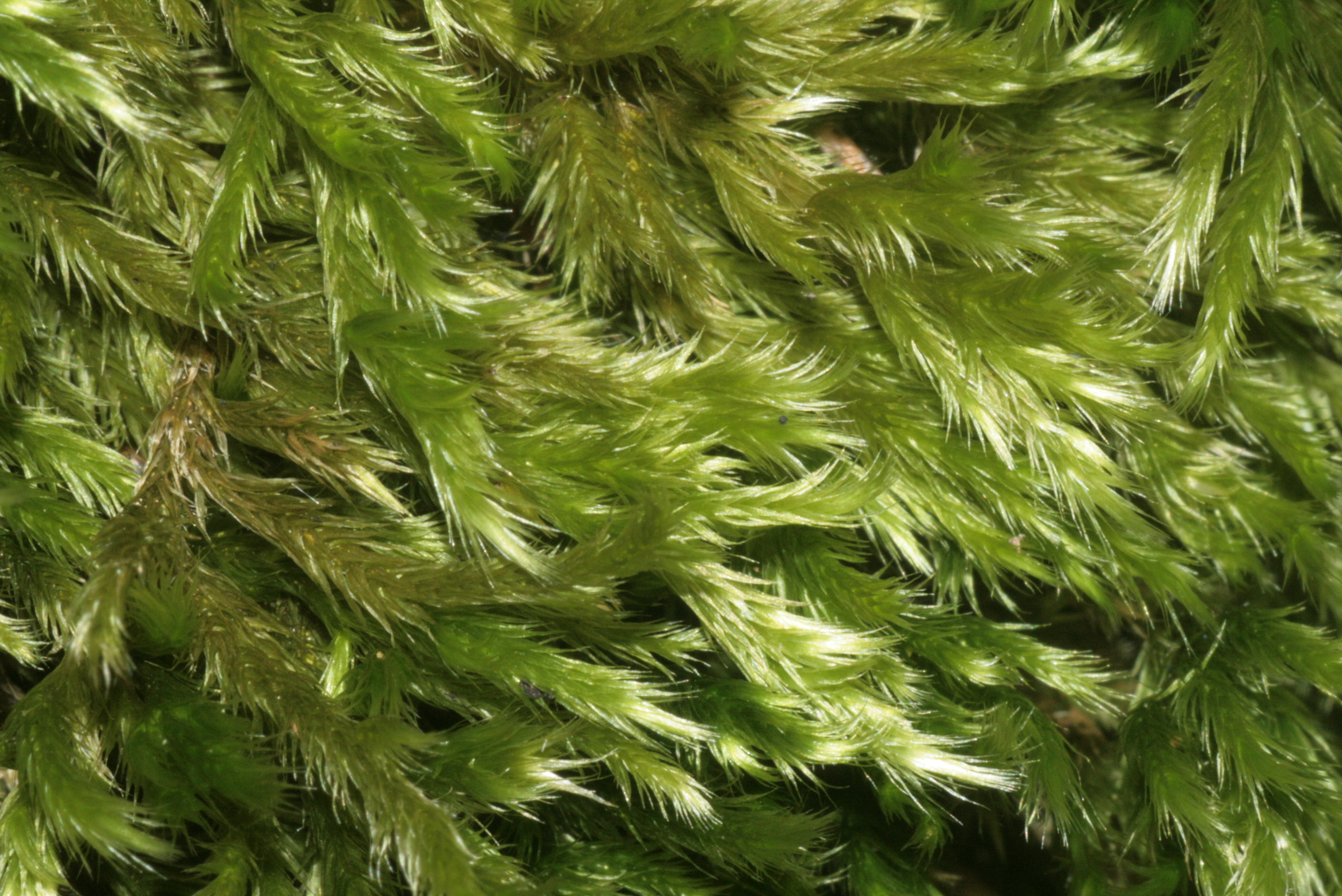
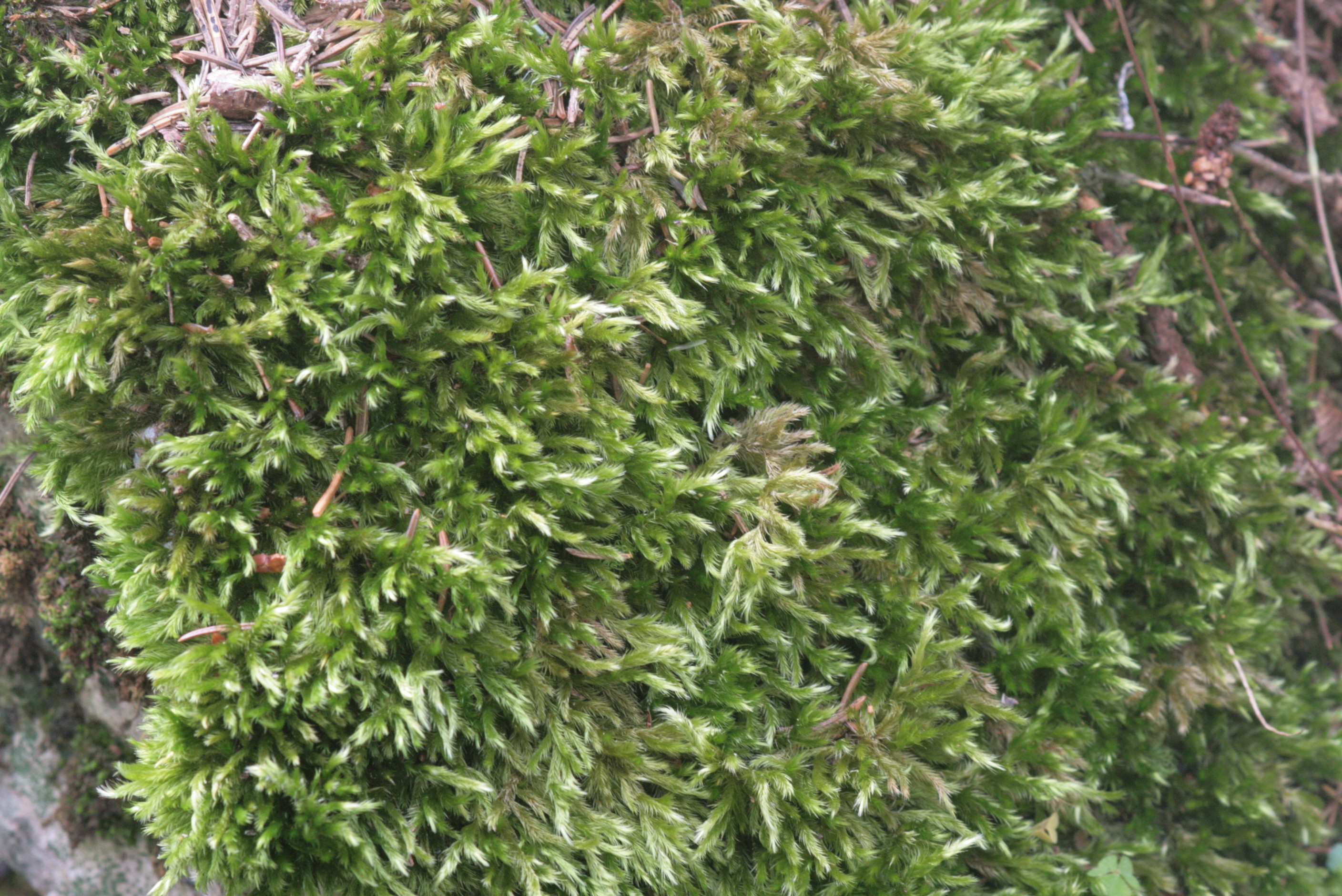
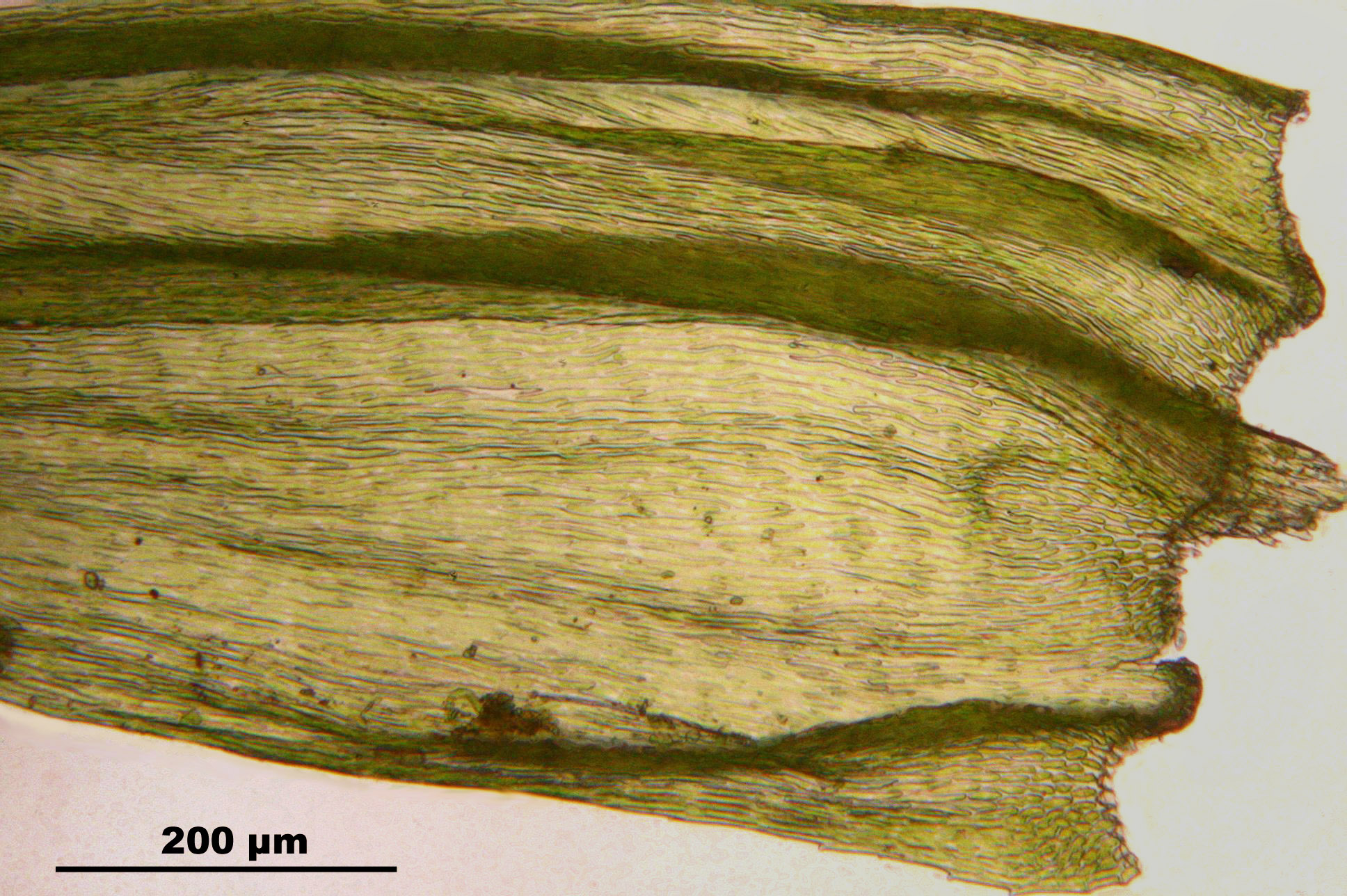
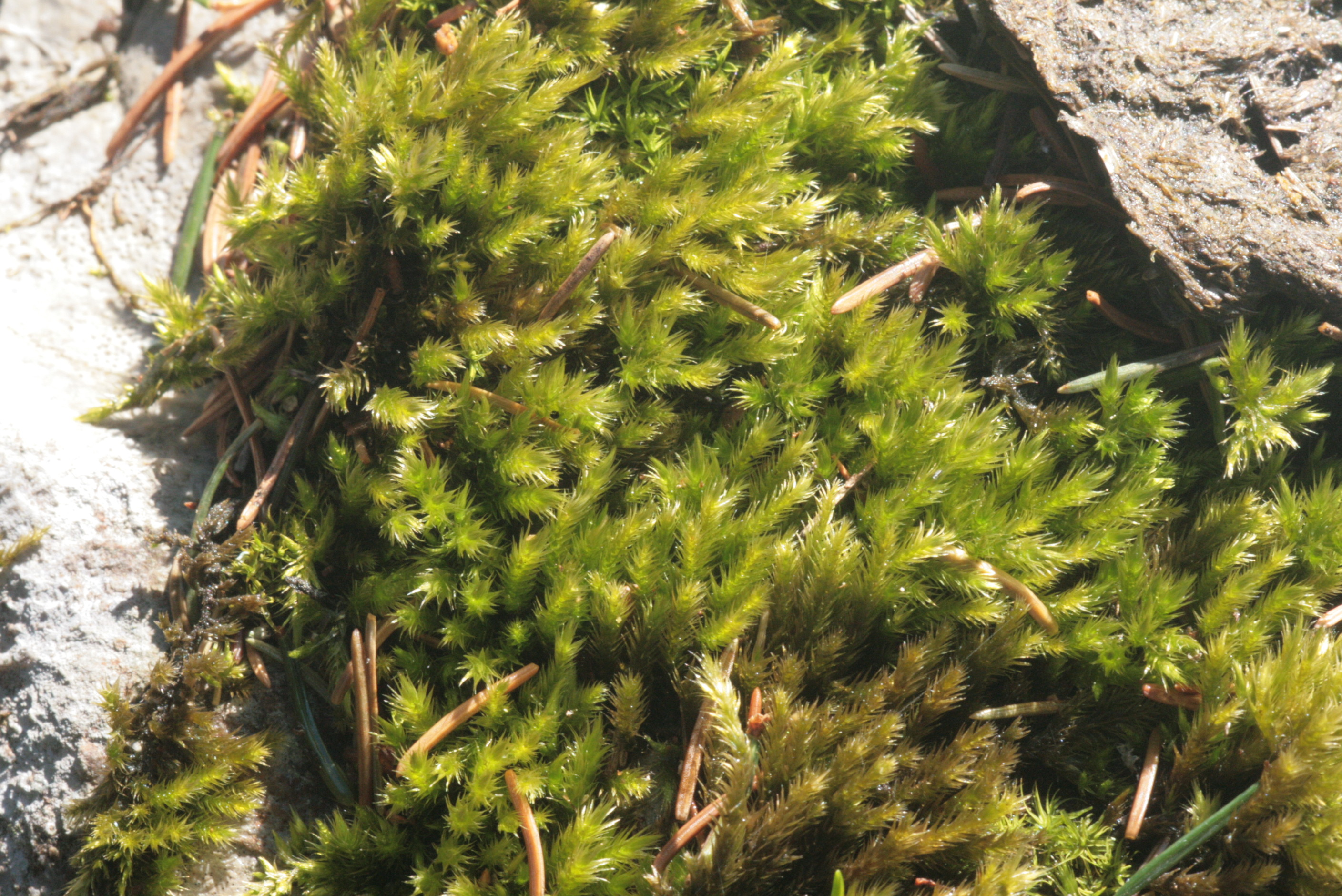